# Гаметофіт
Гаметофіт — це статеве покоління живих організмів. У рослин йде цикл життя, що змінюється від спорофіту у гаметофіт. Гаметофіт переважає над спорофітом тільки у мохоподібних та водоростей. Часто гаметофіт не буває самостійним, а живе разом із спорофітом або залежить від нього.
Статеві клітини у більш високоорганізованих груп водоростей розвиваються в спеціальних органах статевого розмноження (гаметангіях): яйцеклітини в архегоніях, сперматозоїди — в антиридіях. Статевий процес відбувається у формі кон'югації — злиття протопластів двох вегетативних клітин гетероталічних особин. Спори і гамети можуть розвиватися в клітинах однієї й тієї самої особини, але в деяких випадках спостерігається розвиток спор на одній, а гамет — на іншій. Особина, на якій розвиваються спори називається спорофітом, а та, на якій утворюються гамети, — гаметофітом.
Гаметофіт буває двостатевий і одностатевий. Ядра спорофіта мають диплоїдний набір хромосом, ядра гаметофіта — гаплоїдні.
У найбільш високоорганізованих водоростей (і у всіх вищих рослин) є чітко виражене чергування поколінь — покоління, яке розмножується статевим шляхом (гаметами), і покоління, що розмножується нестатевим шляхом (спорами). Гаметофіт продуктує гамети, що зливаються з утворенням зиготи, з якої виникає диплоїдний спорофітс у мохів може бути розгалуження гаметофіту і т. д.